# Carex reniformis
Carex reniformis är en halvgräsart som först beskrevs av Liberty Hyde Bailey, och fick sitt nu gällande namn av John Kunkel Small. Carex reniformis ingår i släktet starrar, och familjen halvgräs. Inga underarter finns listade i Catalogue of Life.